# Кобаш
Кобаш (серб. Кобащ, ранее Босански-Кобаш) — населенный пункт в общине Србац, который принадлежит энтитету Республике Сербской, Босния и Герцеговина. По результатам югославской переписи населения 1991 года в Кобаше проживало 1014 человек.

## Население
| 1948                           | 1953 | 1961 | 1971 | 1981 | 1991 | - |
| ------------------------------ | ---- | ---- | ---- | ---- | ---- | - |
| 702                            | 943  | 995  | 1140 | 1145 | 1014 | - |
| Гистограмма динамики населения |      |      |      |      |      |   |

### Национальный состав
1971 год:
- Сербы — 160
- Хорваты — 74
- Югославы — 14
- Мусульмане — 868
- Другие — 18
- Албанцы — 5
- Венгры — 1

1981 год:
- Сербы — 123
- Хорваты — 37
- Югославы — 271
- Мусульмане — 678
- Другие — 20
- Албанцы — 9
- Цыгане — 3
- Черногорцы — 2
- Македонцы — 1
- Словенцы — 1

1991 год:
- Сербы — 100
- Хорваты — 798
- Югославы — 76
- Мусульмане — 16
- Другие — 24